# Le ombre rosse
Le ombre rosse è un film del 2009, diretto da Francesco Maselli. 
È uscito il 3 settembre 2009 alla 66ª Mostra di Venezia, fuori concorso. Ha ricevuto il "premio Pietro Bianchi" dal sindacato nazionale dei giornalisti cinematografici.

## Produzione
Il film, ambientato a Roma, si svolge principalmente in un centro sociale giovanile, è una critica della politica e del liberalismo economico. Maselli aveva inizialmente scelto il titolo di lavoro Anni Luce per indicare la distanza abissale che si è creata tra politici di sinistra e realtà. Tra i protagonisti ci sono militanti e intellettuali di sinistra che, nelle loro discussioni, condividono le loro riflessioni rispetto al modo di funzionare della politica, all'evoluzione futura, e ai loro ideali.

## Riconoscimenti
- Premio Pietro Bianchi